# Peter van Dalen
Peter van Dalen (ur. 3 września 1958 w Zwijndrecht) – holenderski polityk, poseł do Parlamentu Europejskiego VII, VIII i IX kadencji.

## Życiorys
Po ukończeniu DevelsteinCollege w rodzinnym Zwijndrecht, studiował historię i stosunki międzynarodowe na Rijksuniversiteit Utrecht. Podczas studiów wstąpił do chrześcijańskiej organizacji Nieuwe afdeling Utrecht der Societas Studiosorum. Był asystentem posła Meinderta Leerlinga (z RPF) w dziedzinie współpracy na rzecz rozwoju i ochrony zdrowia. Później współpracował z holenderskim deputowanym do Parlamentu Europejskiego Leenem van der Waalem.
Od 1989 pozostawał zatrudniony w resorcie komunikacji i gospodarki wodnej. W 1991 był współodpowiedzialny za przygotowanie holenderskiego przewodnictwa w EWG. Od 1994 zasiadał w samorządzie gminy Houten, gdzie pełnił obowiązki przewodniczącego frakcji RPF i GPV (do 1998).
Zadeklarował się jako zwolennik tzw. eurorealizmu – przeciwnik zbędnych w jego ocenie przepisów i tworzenia europejskiego „superpaństwa”. Sprzeciwił się też członkostwu Turcji w Unii Europejskiej, jednak bardziej z powodów ekonomicznych i geograficznych niż wyznaniowych.
W maju 2009 w publicznym radiu stwierdził, że tzw. kryzys gospodarczy był wynikiem sekularyzacji i doprowadzi społeczeństwa europejskie do powrotu do tradycyjnych wartości religijnych. Jako praktykujący protestant stał się zdecydowanym przeciwnikiem sekularyzacji.
W wyborach do Parlamentu Europejskiego z 4 czerwca 2009 otwierał wspólna listę ChristenUnie i Politycznej Partii Protestantów, reprezentując pierwsze z tych ugrupowań. Uzyskał jeden z dwóch mandatów, jakie przypadły tej koalicji. W 2014 i 2019 z powodzeniem ubiegał się o reelekcję. Z zasiadania w PE zrezygnował we wrześniu 2023.
Peter van Dalen jest żonaty, zamieszkał w Houten. Należy do Kościoła Protestanckiego w Holandii.